# HTV-8
L'HTV-8 è stata una missione di rifornimento della stazione spaziale internazionale, l'ottava effettuata con la navetta giapponese H-II Transfer Vehicle. La missione è stata lanciata il 25 settembre 2019 dalla piattaforma 2 del complesso di Yoshinobu del centro spaziale di Tanegashima e ha raggiunto la stazione spaziale il 28 settembre. Il 2 novembre, dopo 34 giorni, è stato effettuato l'unberthing dalla stazione e la navetta si è distrutta nel rientro atmosferico il 3 novembre, come programmato. 

## Scopo
Gli scopi della missione erano:
- trasportare i rifornimenti alla stazione spaziale
- smaltire i rifiuti della stazione a termine missione

## Missione

### Carico della missione
Il carico della navetta era di circa 5400 kg:
Vano pressurizzato (3500 kg)
- Cell Biology Experiment Facility-Left (CBEF-L)
- Small Optical Link for International Space Station (SOLISS)
- Gravitational Dependence Research of Flexible Surface on a Planet (Hourglass)
- JEM Small Satellite Orbital Deployer (J-SSOD)
- 3 CubeSat

Vano non pressurizzato (1900 kg)
- 6 batterie agli ioni di litio per la stazione spaziale

La Kounotori 8 aveva alcune modifiche rispetto alle navette precedenti. In particolare nel vano non pressurizzato è stato installato un Exposed Pallet Type III, compatibile con il Mobile Servicing System del segmento orbitale statunitense. L'Exposed Pallet Type I, impiegato in precedenza, era invece installabile solo nell'Exposed Facility del modulo Kibo.
Come nella missione precedente, la navetta ha trasportato, oltre ai normali rifornimenti, sei batterie agli ioni di litio. La stazione spaziale, la cui orbita ha un periodo di 90 minuti, passa per 45 minuti nell'ombra della Terra. Per questo motivo è richiesto l'uso di batterie, che immagazzinano l'energia dei pannelli solari nei 45 minuti in cui è esposta alla luce del Sole e la rilasciano nei 45 minuti in cui i pannelli sono all'ombra. Originariamente le batterie erano di tipo NiH2, che hanno una vita di 10 anni. Allo scadere della loro vita utile, sono state sostituite da nuove batterie Li-ion. Le batterie di tipo NiH2, che sopportano un grande numero di cicli di carica e scarica, e non sono danneggiate da fenomeni di sovraccarico, hanno lo svantaggio di avere l'effetto memoria. Le nuove batterie Li-ion invece sono più leggere e piccole, quindi con maggiore densità di energia e non soffrono dell'effetto memoria. Per contro, hanno in genere una vita più breve perché sostengono un minor numero di cicli di carica-scarica. Le batterie installate sulla stazione spaziale sono comunque progettate per avere la stessa vita utile delle precedenti. La maggiore densità energetica ha permesso di sostituire 12 batterie NiH2 con 6 batterie Li-ion. In totale erano presenti 48 batterie, suddivise in quattro gruppi sui segmenti P6, P4, S6 e S4.
Le sei batterie Li-ion trasportate in questa missione, che hanno sostituito le 12 batterie NiH2 del segmento P6, sono state installate durante cinque passeggiate spaziali a ottobre 2019 (US EVA 56, 57, 58) e gennaio 2020 (US EVA 62 e 63). Le ultime batterie del segmento S6 sono state portate sulla stazione spaziale nella missione successiva HTV-9 e installate durante quattro passeggiate spaziali a giugno-luglio 2020 (US EVA 65, 66, 67) e a febbraio 2021 (US EVA 70). Precedentemente, la missione HTV-6 aveva trasportato le batterie che hanno sostituito quelle nel segmento S4 e installate durante due passeggiate spaziali (US EVA 38, 39). Nella missione HTV-7 sono state trasportate le batterie relative al segmento P4, e installate a marzo-aprile 2019 (US EVA 52, 53, 54).
La navetta ha portato sulla stazione spaziale un nuovo JEM Small Satellite Orbital Deployer (J-SSOD) e tre cubesat. Altri J-SSOD sono stati trasportati nelle precedenti missioni HTV-3, HTV-6 e HTV-7. Il J-SSOD è un dispositivo per lanciare piccoli satelliti cubesat; questo viene agganciato ad una piattaforma chiamata Multi-Purpose Experiment Platform (MPEP) situata nell'airlock del laboratorio kibo. Il lancio avviene tramite il braccio robotico del laboratorio, che aggancia la piattaforma MPEP e la trasferisce nel punto di rilascio. A quel punto i cubesat installati nel J-SSOD sono lanciati tramite un dispositivo meccanico azionato dagli operatori a Terra.  
Il Cell Biology Experiment Facility (CEBF) è un laboratorio per la coltivazione di campioni biologici, come cellule e piante, e studiare gli effetti della microgravità su organismi viventi. Il CEBF possiede una centrifuga per generare una gravità artificiale, e in base alla velocità di rotazione può simulare una forza di gravità simile a quella della Terra o della Luna o di Marte (il range varia da 0,1 G a 2,0 G). La struttura ha controlli per impostare la temperatura, l'umidità e la concentrazione di anidride carbonica. 
In questa missione è stato portato a bordo della stazione il Cell Biology Experiment Facility-Left (CBEF-L), un componente del CBEF contenente una centrifuga più grande. Le due strutture possono essere organizzate in modo da avere un compartimento in microgravità e un altro compartimento con gravità artificiale, oppure due compartimenti con gravità artificiali diverse.
Lo Small Optical Link for International Space Station (SOLISS) era un dispositivo per le comunicazioni ottiche tra la stazione spaziale e una stazione di Terra. Il trasmettitore SOLISS è stato installato nell'Exposed Facility del laboratorio Kibo.
A marzo 2020 è stata instaurata con successo una comunicazione dati bidirezionale con le stazioni di Terra dell'Istituto Nazionale delle Tecnologie dell'Informazione e delle Comunicazioni Giapponese (NICT) tramite un raggio laser con lunghezza d'onda di 1,5 μm. 

#### Esperimenti scientifici
Gravitational Dependence Research of Flexible Surface on a Planet (Hourglass): questo studio riguarda il comportamento meccanico di materiali granulosi come la regolite che si trova sulla superficie dei pianeti e di altri oggetti planetari. In una centrifuga è stata posizionata una struttura a forma di clessidra riempita con il materiale da studiare. La centrifuga ha creato una gravità simulata inferiore a quella terrestre e lo scorrere del materiale è stato registrato con una telecamera ad alta definizione a 30 fps. Sono stati studiati materiali che simulavano la regolite lunare, la regolite marziana e delle sue lune, oltre a sabbia silicea e allumina. La comprensione delle caratteristiche fisiche di tali materiali con diversi valori di gravità agevolerà la progettazione di rover e strumenti per la raccolta di campioni di terreno.

### Carico smaltito
Al termine della missione, la navetta si è distrutta assieme al suo carico di rifiuti. Tra essi, c'era l'Exposed Pallet della precedente missione HTV-7, dove sono state installate le vecchie batterie sostituite. Per questo motivo, l'Exposed Pallet di questa missione è stato agganciato alla struttura esterna della stazione. 

### Prelancio
La Kounotori 8 è stata presentata ai giornalisti il 19 luglio 2019. Il 29 luglio la data di lancio è stata fissata per l'11 settembre, poi rinviata  al 25 settembre.

### Cronologia

#### 25 settembre (lancio)
Il lancio del H-IIB è avvenuto regolarmente il 25 settembre alle 01:05 JST (il 24 settembre alle 16:05 UTC). Dopo essere stata inserita in orbita, la navetta ha completato la prima manovra chiamata Phase Maneuver (PM1) alle 8:43 JST.

#### 28 settembre

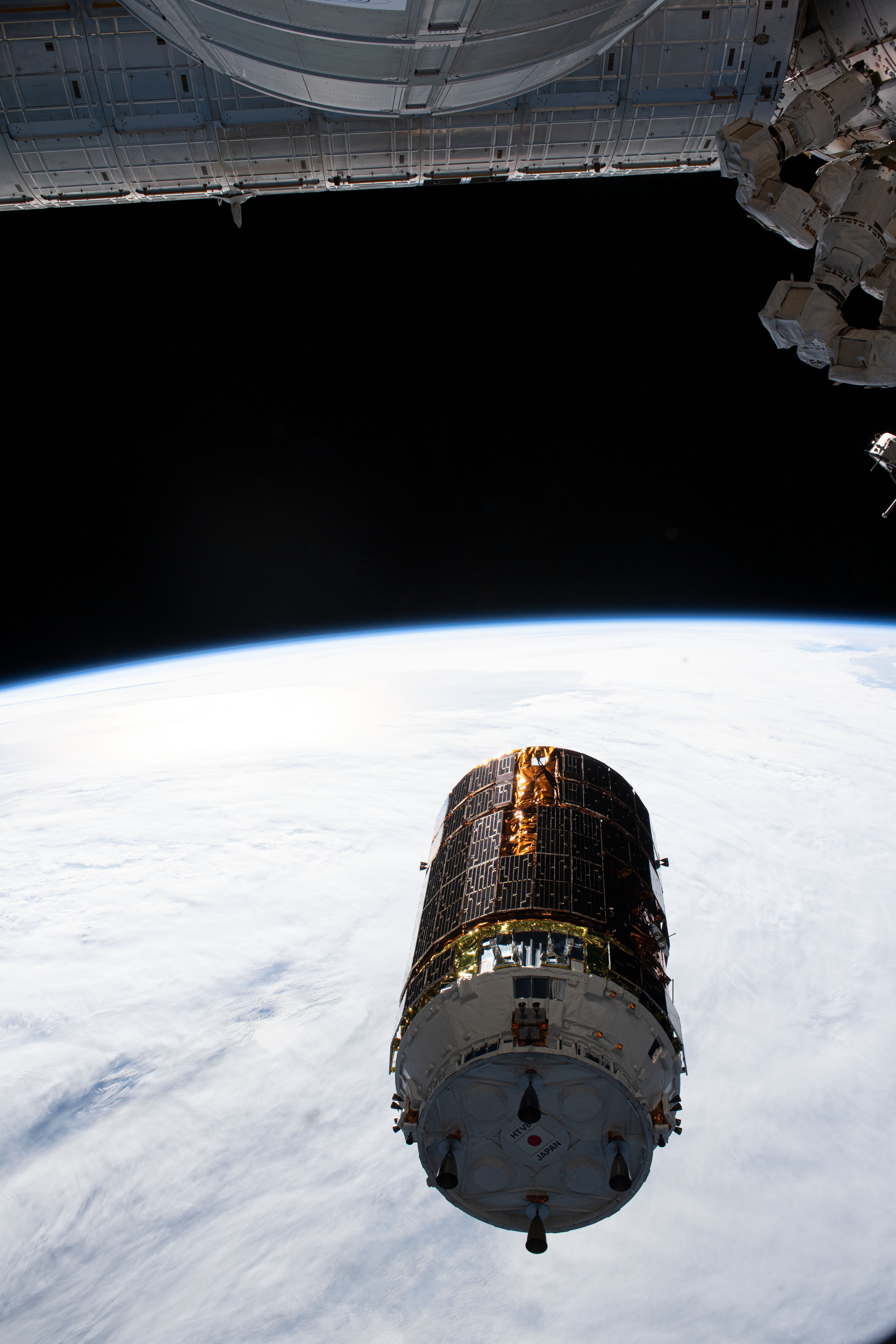
La navetta Kounotori 8 in avvicinamento alla stazione spaziale

L'avvicinamento alla stazione spaziale è avvenuto regolarmente, attraverso tre manovre chiamate Height Adjustment Maneuver (HAM). La prima è stata completata il 27 settembre alle 3:24 JST, la seconda il giorno successivo alle 12:27 JST e l'ultima alle 15:32 JST. Queste manovre hanno portato la Kounotori 8 ad una distanza di 23 km dalla stazione, e successivamente sono state attivate le comunicazioni con il sistema Proximity Communication System (PROX) del laboratorio kibo della stazione, che ha guidato la navetta durante l'avvicinamento finale. Tramite il braccio robotico della stazione spaziale (SSRMS), comandato dall'astronauta Christina Koch, è stato effettuato il berthing della navetta al portello di nadir del modulo Harmony.

#### 29 settembre
Le operazioni di berthing si sono concluse alle 02:55 JST del 29 novembre, e l'equipaggio ha aperto i portelli alle 04:10 JST. L'Exposed Pallet, contenuto all'interno del vano pressurizzato della navetta, è stato estratto tramite il braccio robotico e trasportato su una piattaforma esterna nei pressi del segmento P6. Al suo posto è stato portato l'Exposed Pallet della navetta Kounotori 7. Quest'ultimo, che conteneva le vecchie batterie NiH2, non è stato distrutto al termine della missione precedente perché le attività extraveicolari per la sostituzione delle batterie trasportate dalla Kounotori 7 sono state effettuate dopo il termine della missione.

#### 6 ottobre
Alle 11:39 UTC del 6 ottobre è iniziata la prima attività extraveicolare per la sostituzione delle batterie (US EVA-56). Gli astronauti Christina Koch e Andrew Morgan, aiutati da Jessica Meir che ha comandato il braccio robotico, hanno rimosso due batterie NiH2 dal segmento P6 e installato al loro posto una nuova batteria Li-Ion. Poiché le operazioni previste da questa passeggiata spaziale sono state completate più velocemente del previsto, il centro di controllo ha assegnato agli astronauti il compito, originariamente pianificato per la successiva attività extraveicolare dell'11 ottobre, di rimuovere una terza batteria NiH2 e installare una seconda batteria Li-Ion. Le operazioni si sono concluse alle 18:40 UTC, dopo 7 ore e un minuto.

#### 11 ottobre
L'11 ottobre Andrew Morgan e Christina Koch hanno svolto la seconda attività extraveicolare (US EVA-57), che è iniziata alle 11:38 UTC. Gli astronauti hanno rimosso altre tre vecchie batterie NiH2 e installato una batterie Li-ion, assieme agli adattatori. Questi ultimi sono necessari perché una nuova batteria ha prestazioni equivalenti a due vecchie, quindi deve essere installata nell'alloggiamento tramite un adattatore. Con questa attività extraveicolare si sono concluse le operazioni relative al canale 2B del segmento P6. 
La giornata è stata segnata dalla notizia della scomparsa del cosmonauta Alexej Leonov, il primo uomo ad uscire con la tuta spaziale da una navetta nel 1965, e comandante della Sojuz 19 durante la missione Sojuz-Apollo del 1975. 
"Con il completamento della passeggiata spaziale di oggi, e i nostri colleghi al sicuro sulla stazione, vorremmo confessare che è un giorno felice e triste per tutti noi alla stazione spaziale internazionale.", ha commentato Jessica Meir, "La sua escursione di 12 minuti all'esterno della navetta Voskhod 2 più di mezzo secolo fa ha segnato l'inizio di un capitolo nel volo spaziale nel quale siamo andati sulla Luna e che porterà nei prossimi anni il mondo verso mete distanti nell'esplorazione del cosmo."

#### 18 ottobre

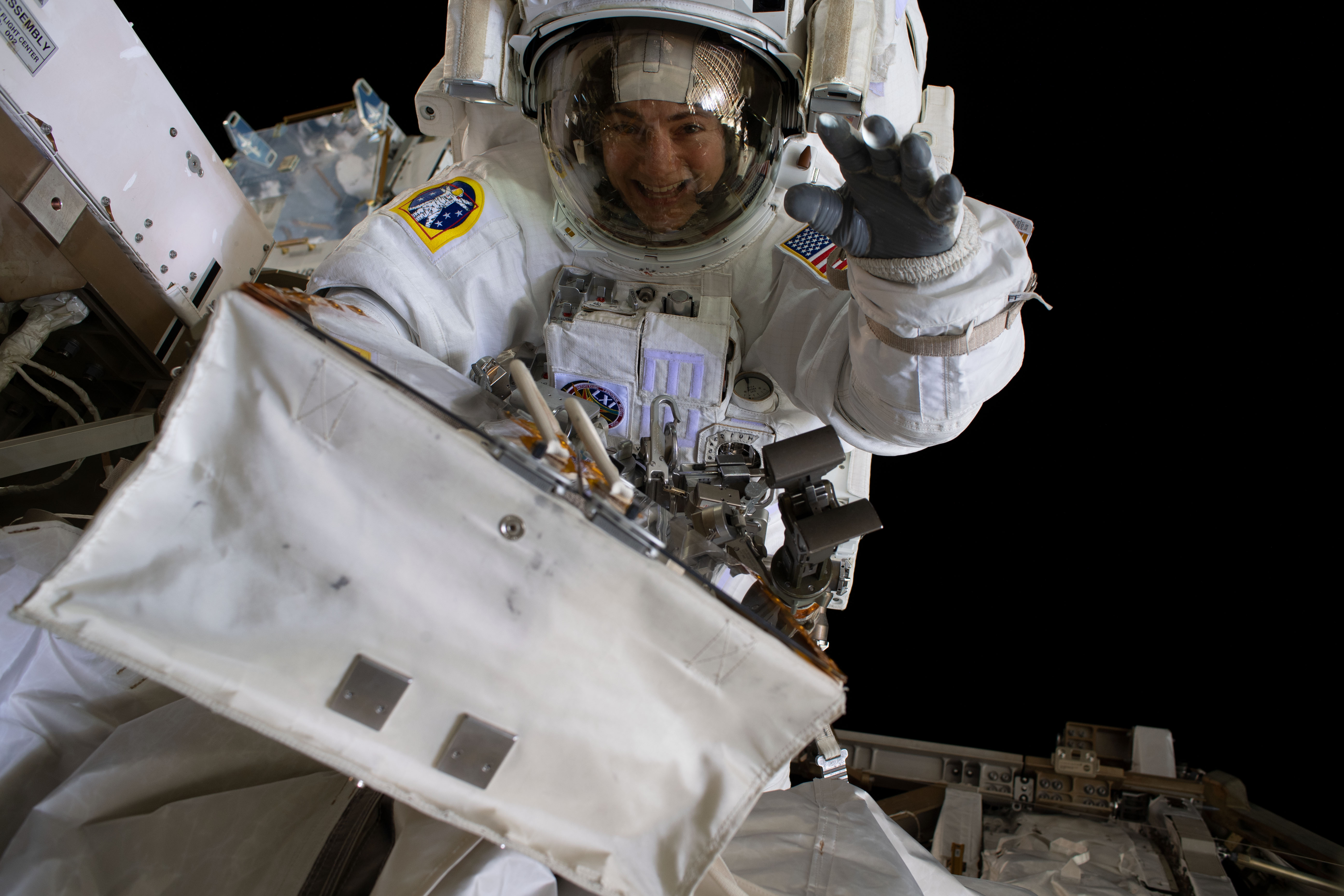
L'astronauta Jessica Meir durante la terza passeggiata spaziale

Il 18 ottobre si è svolta la terza passeggiata spaziale della Expedition 61 (US EVA-58) che è stata la prima effettuata da due donne, le astronaute Christina Koch e Jessica Meir. L'obiettivo di questa attività è stato la sostituzione di un Battery Charge-Discharge Unit (BCDU), un dispositivo che gestisce il caricamento delle batterie durante il periodo in cui i pannelli solari della stazione sono esposti al Sole e la quantità di energia trasferita da esse quando la stazione è nell'ombra della Terra. Il BCDU aveva avuto un malfunzionamento durante la riattivazione a seguito della sostituzione delle batterie del canale 2B del segmento P6 avvenute nei giorni precedenti. Poiché a marzo dello stesso anno un altro BCDU aveva avuto un guasto, il controllo missione ha quindi deciso di dare la priorità alla sua sostituzione e investigare meglio le cause del malfunzionamento. Mentre il precedente era stato sostituito usando il braccio robotico, questo BCDU era fuori dalla sua portata. La sostituzione ha quindi richiesto una attività extraveicolare. 
Il BCDU malfunzionante è stato riportato a Terra tramite la navetta Dragon nella missione SpaceX CRS-19. Lo stesso giorno, il Presidente degli Stati Uniti Donald Trump ha contattato l'equipaggio della stazione spaziale. "Siete delle donne molto coraggiose, molto intelligenti, siamo molto fieri di voi, state facendo la storia", ha evidenziato Trump. 

#### 1 novembre

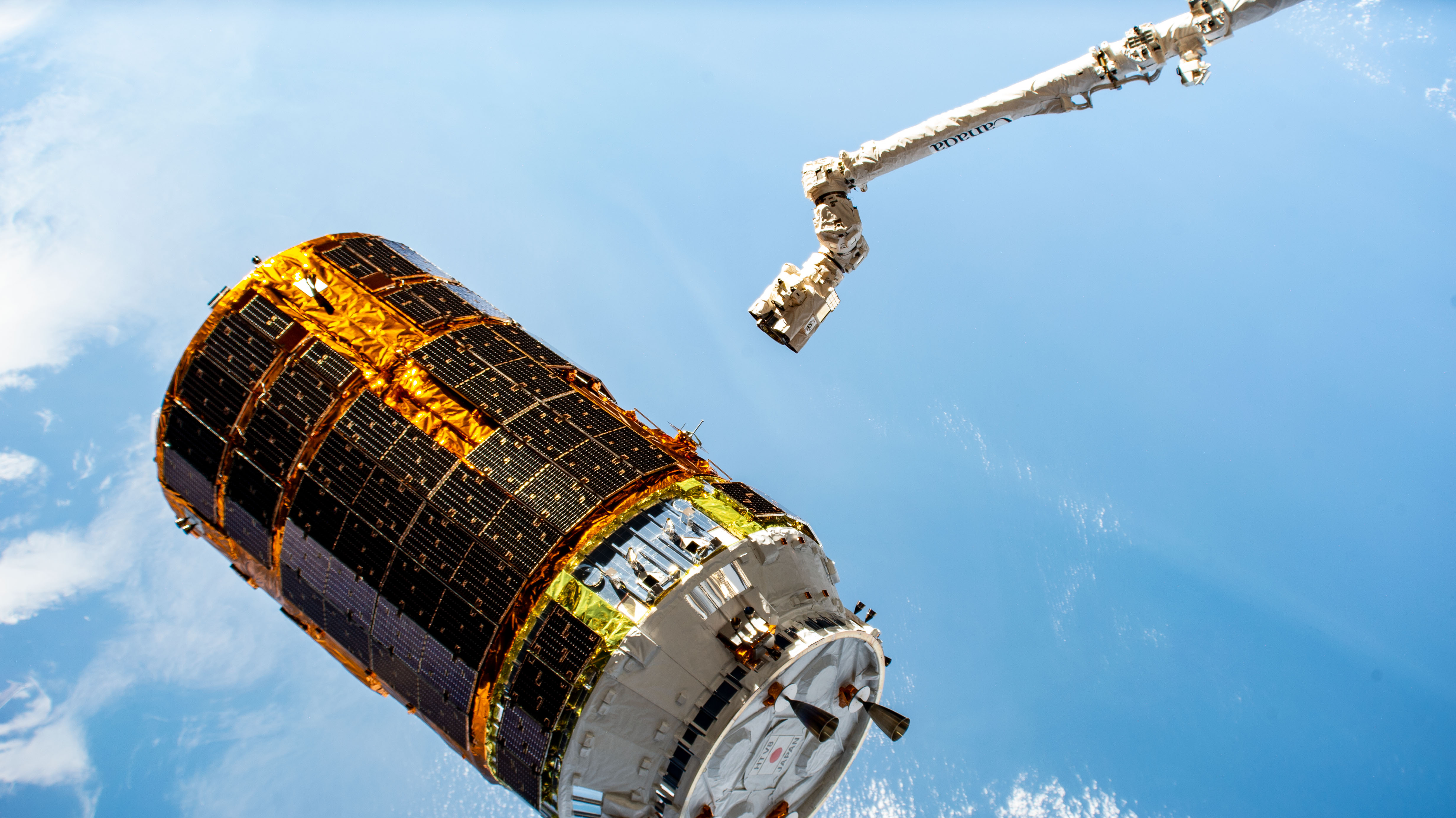
La navetta Kounotori 8 viene rilasciata dal braccio robotico al termine della missione

All'1:54 JST del 1 novembre l'equipaggio della stazione ha chiuso i portelli della Kounotori 8 e alle 22:45 JST è stato effettuato l'unberthing dal portello di nadir del modulo Harmony tramite il braccio robotico della stazione spaziale. Successivamente la navetta è stata portata nel punto di sgancio e rilasciata dal braccio robotico alle 2:20 JST del 2 novembre.

#### 3 novembre (rientro)
Durante la giornata del 3 novembre, la navetta ha effettuato tre manovre per uscire dall'orbita chiamate De-Orbit Maneuvers (DOM), che si sono concluse alle 10:41 JST. Infine, la Kounotori 8 è rientrata nell'atmosfera distruggendosi attorno alle 11:09 JST, come previsto.